# Mark Fish
Mark Fish (ur. 14 marca 1974 w Kapsztadzie) – połudiowoafrykański piłkarz grający na pozycji obrońcy.
Fish rozpoczął karierę piłkarską w rodzinnym kraju, w barwach amatorskiego klubu z Tshwane o nazwie Arcadia Shepherds. Wkrótce grającego wtedy jako napastnika Fisha wypatrzył Roy Matthews, ówczesny trener Jomo Cosmos. To właśnie on przekwalifikował Marka na środkowego obrońcę.
W roku 1994 Cosmos spadł do 2 ligi, więc Mark Fish przeniósł się do Orlando Pirates. W 1994 roku Pirates zdobyli mistrzostwo kraju i awansowali do czołowej ósemki pucharu. Następny sezon to wygrana w Afrykańskiej Ligi Mistrzów oraz triumf w Pucharze RPA.
W 1996 roku Fish wybrał ofertę rzymskiego Lazio, mimo że interesował się nim Manchester United. W Rzymie Fish spędził sezon, po którym obrał kierunek na Anglię i został zawodnikiem Boltonu Wanderers.
W 2000 roku ówczesny menedżer Charltonu, Alan Curbishley, zakupił Fisha. Transfer odbył się w listopadzie 2000 roku, a Fish przeszedł do Charltonu za sumę 700,000 funtów. W czasie kariery Fish rozegrał dla ‘The Addicks’ 111 spotkań. Grał jako środkowy obrońca, ale zdołał strzelić 3 gole.
W sezonie 2005/06 przeszedł na krótkie wypożyczenie do Ipswich Town, ale rozegrał tam 1 spotkanie, a zakończenie kariery wymogła na nim poważna kontuzja – zerwanie więzadeł krzyżowych. Powrócił więc do kraju rodzinnego, gdzie zajął się pracą w organizacji charytatywnej. Był jednym z ambasadorów Mistrzostw Świata 2010, które po raz pierwszy w historii odbyły się w Afryce, właśnie w RPA.
Mark Fish był członkiem reprezentacji RPA, która w roku 1996 zdobyła Puchar Narodów Afryki. Brał też udział na Mistrzostwach Świata 1998. W sumie dla ‘Bafana Bafana’ rozegrał 62 spotkania, dwukrotnie wpisując się na listę strzelców.

## Życie prywatne
Żoną Marka jest Loui Fish (z domu Visser), była modelka. Mają dwoje dzieci – Luke’a (ur. w Boltonie) i Zekego.